# Dogna
Dogna (friülà Dogne, eslovè Dunja) és un municipi italià, dins de la província d'Udine. L'any 2007 tenia 219 habitants. Limita amb els municipis de Chiusaforte, Malborghetto Valbruna, Moggio Udinese i Pontebba.

## Administració
| Període | Identitat      | Partit        |
| ------- | -------------- | ------------- |
| 2004-   | Renato Taurian | Llista cívica |